# Якимец, Владимир Николаевич
Владимир Николаевич Якимец (23 сентября 1945 года, Омск, СССР) — советский и российский социолог. Главный научный сотрудник Института системного анализа РАН и Института проблем передачи информации РАН. Исследователь проблем некоммерческого сектора и гражданского общества России. Эксперт Общественной палаты Российской Федерации, Международного института исследования проблем энергетики и окружающей среды, Международного совета по исследованиям и обменам. Автор более 550 научных публикаций и нескольких учебных пособий по социальному предпринимательству. Один из основателей Центра экологической политики России. Научный редактор и соавтор «Ядерной энциклопедии». Создатель нового научно-практического направления в области межсекторного социального партнёрства.

## Биография
Родился 23 сентября 1945 года в Омске.
В 1968 году окончил с отличием факультет автоматики и вычислительной техники МИИТ.
До 1976 работал в Институте проблем управления Академии наук СССР. Затем перешел во Всесоюзный научно-исследовательский институт системных исследований (позднее ИСА РАН).
В 1980 году получил степень кандидата технических наук, защитил диссертацию на тему: «Разработка и применение морфологических и оптимизационных методов формирования вариантов систем».
С 1983 по 1988 работал в должности старшего научного сотрудника по программе «Продовольствие и сельское хозяйство» Международного института системного анализа в Лаксенбурге.
С 1994 по 2008 годы проводил семинары и тренинги в разных городах России, Беларуси, Азербайджана, Армении, Казахстане, Украине и Туркменистане для НКО, бизнесменов и представителей власти.
В 2002 году в Санкт-Петербургском государственном университете защитил диссертацию на соискание степени доктора социологических наук на тему: «Основы, принципы и механизмы межсекторного социального партнёрства в России».

## Преподавательская и научная деятельность
Владимир Якимец известен в России, как специалист в области моделирования сложных социально-экономических систем, исследования публичной политики, гражданского общества и управления проектами.
Читает лекции для студентов нескольких ВУЗов: МФТИ, МГУ имени М. В. Ломоносова, Академии музыки имени Гнесиных, ГУУ, Международного института рынка (Самара), Вятского государственного гуманитарного университета.

### Теория межсекторного социального партнёрства
В 1994 году Владимир Якимец начал разрабатывать собственную теорию межсекторного социального партнёрства в реалиях российского пространства. По словам самого автора, в России в начале 1990 гг. сложились особые условия при переходе к рыночной экономике и необходимо было научиться выстраивать взаимодействие между органами власти, коммерческим сектором и третьим сектором, некоммерческим. Тогда группа учёных Института системного анализа РАН во главе с Владимиром Николаевичем приступила к разработке специальной терминологии социального партнёрства. Теория впервые получила распространение в Иркутской и Томской областях.
Владимир Якимец под межсекторным социальным партнёрством понимает конструктивное взаимодействие организаций из двух или трёх секторов (государство, бизнес, некоммерческий сектор), «выгодное» населению территории и каждой из сторон и обеспечивающее синергетический эффект от «сложения» разных ресурсов при решении социальных проблем.

К 2000—2001 годам во многих регионах уже были приняты правовые документы (указы, акты, закрепляющие тот или иной вид сотрудничества разных субъектов экономики). К этому времени удалось уже четко прописать принципы межсекторного социального партнёрства, учитывая при этом и тот опыт, который достался в наследство от профсоюзного движения. Одной из первых стала внедрять новый подход к межсекторному партнёрству областная администрация Пермского края. В начале нового века общероссийская практика была уже достаточно обширной, так что мне легко было выделить типологию механизмов межсекторного социального партнёрства, насчитывавшую 5 типов: конкурсные, социально-технологические, организационно-структурные, процедурные и комплексные механизмы.— Владимир Якимец

## Награды и премии
- Премия Ленинского комсомола в области науки и техники (1978)
- Государственная научная стипендия (1994—1996, 1997—2000, 2000—2003)
- Орден Достык (2001)
- Премия Импульс добра (2012) в номинации «За лидерство в продвижении социального предпринимательства».
- Медаль в честь 850-летия Москвы.

## Избранная библиография
- Ядерная энциклопедия (выступал в качестве соавтора и научного редактора), М. Фонд А. Ярошинской, 1996. 618 стр.
- Либоракина М. И., Флямер М. Г., Якимец В. Н. Социальное партнёрство, М. Изд. Школа культурной политики, 1996, 116 стр.
- Хананашвили Н. Л., Зыков О. В., Доненко И. Е., Якимец В. Н. Социальная реформа: путь к гражданскому обществу, М. Фонд НАН, 1997 г., 90 стр.
- Хананашвили Н. Л., Якимец В. Н. Смутные времена социальной политики в России, М. Фонд НАН, 1999, 240 стр.
- Особенности социального партнёрства в индустриальном регионе России, 2002 г.
- Якимец В. Н., Никовская Л. И., Коновалова Л. Н. Межсекторное социальное партнёрство, под ред. А. Г. Поршнева и Ю. Л. Старостина, М. ГУУ 2004, 208 стр.
- Социальные инвестиции российского бизнеса, М. КомКнига, 2005, 183 стр.
- Блок С., Якимец В. Н. Неприбыльный сектор США: правовая основа, масштабы, конкурентоспособность, эффективность, М. Изд-во ЛКИ, 2008, 301 стр.